# Фасція (анатомія)
Фа́сція (лат. fascia, буквально — «пов'язка», «зв'язка», «бинт») — вид сполучної тканини, «м'який скелет» людського тіла, який пронизує його повністю й визначає тип тілобудови (конституції) та її індивідуальні особливості. Фасція підтримує, стабілізує, оточує й відокремлює м'язи та інші внутрішні органи.
Розрізняють поверхневу, глибоку, а також вісцеральну (або парієтальну) фасцію.
Подібно до зв'язок, апоневрозів і сухожиль, фасція складається з фіброзної сполучної тканини, що містить щільні пучки колагенових волокон, розташованих у вигляді хвилястого візерунку з паралельним напрямком натягу. Фасція — найбільш гнучка сполучна тканина, але, водночас, здатна протистояти великій однонаправленій напрузі, аж допоки її хвилястий малюнок волокон не розпрямляється. Колагенові волокна виробляються фібробластами, розташованими в межах фасції.
Фасції схожі на зв'язки і сухожилля, адже теж мають колаген як основний компонент. Вони відрізняються розташуванням та функціями: зв'язки з'єднують одну кістку з іншою, сухожилля приєднують м'язи до кісток, а фасції оточують м'язи й окремі пучки м'язових волокон, судинно-нервові пучки, внутрішні органи та інші структури.

## Структура
Існує певна полеміка про те, які структури вважаються «фасціями», і вони повинні бути класифіковані. Ось дві найбільш поширені системи:
- Класифікація 1983 р. у виданні Nomina Anatomica (NA 1983)
- Класифікація 1997 р. у виданні Terminologia Anatomica (TA 1997)

| NA 1983            | TA 1997                                    | Опис | Приклад                                                           |
| ------------------ | ------------------------------------------ | --- | ----------------------------------------------------------------- |
| Поверхнева фасції  | (не вважається фасцією в цій класифікації) | Знаходиться в підшкірному шарі в більшості областей тіла, зливається з ретикулярним шаром дерми.         | Фасція Скарпа (мембранозний шар поверхневої абдомінальної фасції) |
| Глибока фасція     | Фасції м'язів                              | Щільна волокниста сполучна тканина, яка пронизує і оточує м'язи, кістки, нерви і кровоносні судини тіла. | Поперечна фасція                                                  |
| Вісцеральна фасція | Вісцеральна фасція, парієтальна фасція     | Підтримує органи в їхніх порожнинах і загортає їх у прошарки сполучної тканини — оболонки.               | Перикард                                                          |

### Поверхнева фасція
Поверхнева фасція — це нижній шар шкіри в майже всіх областях тіла, що зливається з шаром ретикулярної дерми,присутній на обличчі, над верхньою частиною грудино-ключично-соскоподібного м'яза, на потилиці, шиї й над грудиною. Поверхнева фасція складається, в основному, з пухкої сполучної жиромісткої тканини і є шаром, який в першу чергу визначає форму тіла (тип конституції). На додаток до присутності під шкірою, поверхнева фасція оточує внутрішні органи, судинно-нервові пучки й зустрічається в багатьох інших місцях, де заповнює вільний простір. Поверхнева фасція служить для зберігання жирів і води; є містилищем лімфатичних і кровоносних судин та нервів; вона також виконує роль захисної й утеплювальної оболонки.
Поверхнева фасція присутня, але не містить жиру, на очах, вухах, мошонці, пенісі й кліторі.
Завдяки своїм в'язкоеластичним властивостям, поверхнева фасція може розтягуватися, щоб вмістити нові відкладення жиру при різних, зокрема допологових, підвищеннях ваги. У випадках фізіологічної (наприклад, при вагітності й пологах) чи патологічної (при різних хворобливих станах) утрати ваги, поверхнева фасція повільно повертається до вихідного рівня натягу.

### Вісцеральна фасція
Вісцеральна фасція (також називається субсерозною фасцією) підтримує й обмежує органи в їхніх порожнинах і загортає їх у листки сполучної тканини — оболонки. Кожен з органів покритий подвійним шаром фасції; ці шари розділені тонкою серозною оболонкою.
- Шар, прилеглий до зовнішньої стінки органу, називається парієтальним (лат. parietalis пристінковим) шаром
- Безпосередня оболонка органу, відома як вісцеральний шар. Органи мають спеціалізовані назви для своїх вісцеральних фасцій. У головному мозку, відомі як мозкові оболони, в серці- перикард; в легенях — плевра; а в животі — очеревина.[8]

Вісцеральна фасція менш, ніж поверхнева фасція, здатна розтягуватися. Відповідно до своєї підтримуючої й фіксуючої ролі щодо органів, фасція повинна підтримувати форму й положення органу, який огортає. Якщо вона занадто слабка, це спричиняє його пролапс або опущення. Але якщо наявний гіпертонус фасції, це обмежує моторику відповідного органу.

### Глибока фасція
Глибока фасція являє собою шар щільної волокнистої сполучної тканини, яка оточує окремі м'язи, а також ділить групи м'язів на фасціальні комірки.
Ця фасція має високу щільність еластинових волокон, що визначає її розтяжність і пружність. Спочатку вважалося, що глибока фасція не має судин. Однак пізніші дослідження підтвердили наявність тонких кровоносних судин. В ній також багато сенсорних рецепторів. Приклади глибокі фасції: широка фасція стегна (лат. fascia lata femori), глибока фасція стегна (fлат. ascia profunda femori), плечова фасція (лат. fascia blachii), попереково-грудна фасція (лат. fascia lumbodorsalis).

## Функція
Фасції, як правило, розглядаються як пасивні структури, які передають механічну напругу при м'язовій діяльності або при дії зовнішніх сил по всьому тілу. Важлива функція м'язової фасції — зменшення тертя. При цьому фасції здійснюють комфортний і, водночас рухомий захист нервів і кровоносних судин, які проходять поміж м'язами.
Фасціальна тканина часто іннервується чутливими нервовими закінченнями — як мієліновими, так і немієліновими нервами. Виходячи з цього, визначена пропріоцептивна, інтероцептивна й ноціцептивна функції фасції — тобто участь у здійсненні функцій чутливості — глибокої чутливості, м'язово-суглобового й просторового відчуття.

## Клінічне значення
Зміна властивостей фасції — жорсткість, втрата здатності до розтягування (як при міофасціальному синдромі), або навпаки — надмірна еластичність і втрата підтримуючої та захисної функції — ознака деяких хворобливих станів, або наслідок травми. Запальні захворювання (фасціїт) або травми викликають фіброз і спайки. Це може статися внаслідок хірургічних маніпуляцій, при утворенні рубців й шрамів.

### Анатомічні футляри й тунелі
Фасція утворює комірки, тунелі й футляри всередині тіла, які містять м'язи і нерви.
У хірургічній практиці знання таких футлярів необхідне для лікування флегмони, при якій часто піогенною мембраною слугує сам фасціальний футляр, в межах котрого розмножуються патогенні мікроорганізми й утворюється гній.
У неврологічній практиці зустрічаються тунельні синдроми, такі як синдром зап'ястного каналу, синдром кубітального каналу та інші. Вони характеризуються болем, відчуттям оніміння і поколювання в результаті здавлювання нерва в каналі.
У лікуванні захворювань фасції використовуються хірургічні, фізіотерапевтичні процедури, лікарські засоби, масаж і т. зв. «фасціальні» методики: кінезітерапія, кінезіологія, остеопатія тощо.